# Somoto
Somoto is een gemeente in het noordoosten van Nicaragua en de hoofdstad van het departement Madriz. De gemeente telde 38.500 inwoners in 2015, waarvan ongeveer 55 procent in urbaan gebied (área de residencia urbano) woont.
Somoto heeft ook een eigen voetbalclub die in de Primera División speelt, namelijk Real Madriz.

## Toponymie
De originele naam van Somoto, Tecpecxomotli, betekent De vallei van de ganzen in het Nahuatl.

## Ligging
Somoto ligt aan de Panamerica op 216 kilometer ten noorden van de hoofdstad Managua. Nabij de stad ligt ook de Canyon van Somoto, een grote kloof die veel toeristen trekt.

## Geboren
- Jessica Aguilera (1985), atlete

## Stedenbanden
Somoto heeft stedenbanden met:
- Fougères (Frankrijk)[4]
- Merced (Verenigde Staten), sinds 1988[5]